# Xagor
Xagor (en hebreu: שגור) (en àrab: الشاغور) és una ciutat del Districte del Nord d'Israel. Va ser creada el 2003 amb la fusió de Majd al-Krum, Deir al-Asad i Bi'ina. Va ser declarada ciutat el 2005. Segons l'Oficina Central d'Estadístiques d'Israel (OCEI), la ciutat tenia una població de 27.800 d'habitants a finals de 2004. La totalitat de la població és àrab, de religió majoritàriament musulmana, amb una minoria de cristians.

## Història
Els tres pobles que formen la ciutat van ser capturats per les recentment creades Forces de Defensa d'Israel el 30 d'octubre de 1948, durant la Guerra araboisraeliana de 1948. Els seus habitants, com en altres pobles de Galilea, i contràriament al que va passar en la major part dels pobles àrabs, no van marxar a l'exili.
El 1956 el govern israelià va expropiar, entre grans protestes de la població local, gran part del terreny agrícola proper per a la construcció d'una ciutat de població jueva, Karmiel, seguint la política de Ben-Gurión de contrapesar la presència àrab en el nou Estat, amb la construcció de poblacions jueves properes. Durant la Guerra del Líban de 2006, 12 coets Katyusha disparats per l'organització Hezbolà, van caure en les rodalies del poble, matant a 4 persones. La ciutat jueva de Karmiel, que està a la vora de Xagor, era el blanc dels atacs d'Hezbolà.